# فرنسيس تشسني
فرنسيس رودن تشسني (بالإنجليزية: Francis Rawdon Chesney)‏ (1789 - 1872 م) هو كولونيل ملاح ومستكشف بريطاني.
أسندت إليه حكومته استطلاع طريق بري يمتد من سوريا إلى الخليج العربي و كان ذلك عام 1835 م.

## مواقع خارجية
- فرنسيس تشسني على موقع الموسوعة البريطانية (الإنجليزية)

- مواد أرشيفية عن فرنسيس تشسني من الأرشيفات الوطنية (البريطانية)